# Bâtiment de l'usine Welch no 1

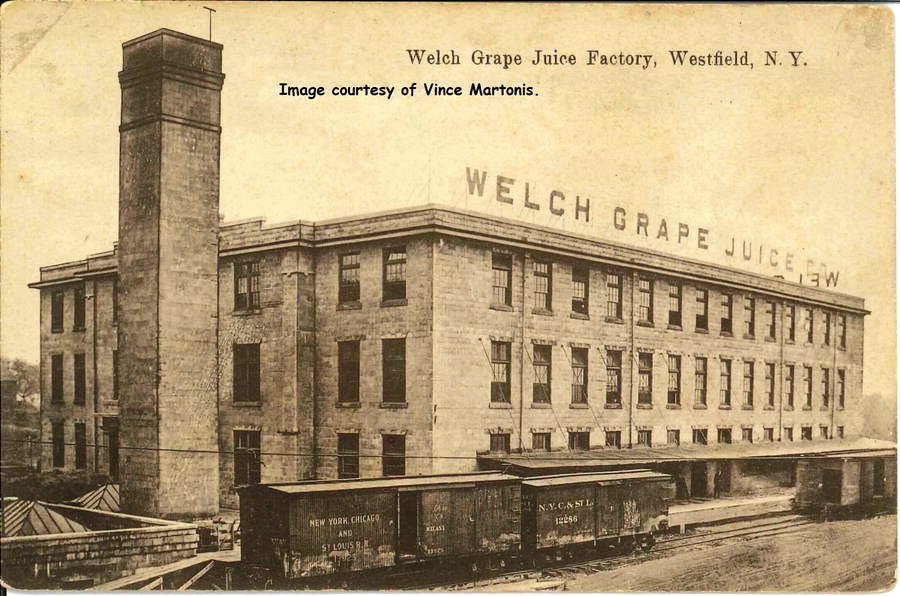
Autre bâtiment de l'usine, pour donner idée des opérations qui battent leur plein.

Le Bâtiment de l'usine Welch no 1 est une usine historique de jus de raisin située à Westfield dans le comté de Chautauqua, New York, aux USA. Il a été construit en 1897 et agrandi en 1899 et 1903, représentant un bâtiment rectangulaire de 8 baies de large et 10 baies de profondeur. C'est la plus ancienne structure existante associée à la société Welch's .

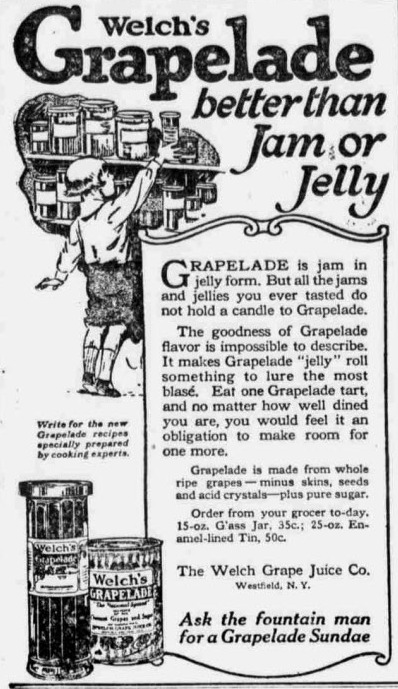
Pub d'un journal de l'époque, montrant les produits fabriqués à l'usine.

L’édifice est inscrit au Registre national des lieux historiques depuis 1983 .
L'usine a été construite par Charles E. Welch et se trouve à seulement 17 miles de l'installation actuelle de Welch à North East, Pennsylvanie. Le Dr Welch a ouvert l'usine dans le comté de Chautauqua, le plus grand comté viticole en dehors de la Californie. Construite le long d'un embranchement du New York, Chicago and St. Louis Railroad, de nos jours encore située à proximité d'une voie ferrée pour Conrail/CSX, bien qu'elle n'ait plus d'accès ferroviaire.